# Vojin Ćaćić
Vojin Ćaćić (Antivari, 31 marzo 1990) è un pallavolista montenegrino.
Gioca nel ruolo di schiacciatore nel Panathīnaïkos.

## Carriera
La carriera di Vojin Ćaćić inizia nella stagione 2006-07, quando debutta in Prva liga con il Budvanska rivijera, club nel quale milita per sette stagioni e mezza, aggiudicandosi quattro scudetti e tre edizione della Coppa di Montenegro, prima di approdare a metà della stagione 2013-14 in Francia al Rennes, club impegnato in Ligue A, senza riuscire tuttavia a centrare la salvezza; in questo periodo inoltre, dopo aver fatto parte delle selezioni giovanili montenegrini, nel 2009 fa il suo esordio con la nazionale maggiore, con la quale si aggiudica la medaglia d'oro alla European League 2014. Nella stagione 2014-15 torna nuovamente al club di Budua, che lascia nel gennaio 2015 per concludere l'annata in Turchia, dove prende parte alla Voleybol 1. Ligi col Şahinbey.
Nel campionato 2015-16 viene ingaggiato in Iran dal neonato Samen Al-Hojaj, club impegnato in Super League, dove gioca anche nel campionato seguente, vestendo però la maglia del Sarmayeh Bank, col quale si aggiudica il campionato asiatico per club 2016 e lo scudetto.
Per il campionato 2017-18 si accasa allo Ziraat Bankası, militante nella Efeler Ligi turca, categoria che disputa anche nella stagione seguente, ma con l'İnegöl; nell'annata 2019-20 si trasferisce in Polonia, dove disputa la Polska Liga Siatkówki nel Warta Zawiercie.

## Palmarès

### Club
- Campionato montenegrino: 4

2008-09, 2009-10, 2010-11, 2011-12
- Campionato iraniano: 1

2016-17
- Coppa di Montenegro: 3

2009-10, 2010-11, 2011-12
- Campionato asiatico per club: 1

2016

### Nazionale (competizioni minori)
- European League 2014